# Хляб и сол
 Тази статия е за традиционния поздрав.  За рок групата вижте Леб и сол.  
С хляб и сол е традиционна славянска церемония от домакини към гости, провеждана за „Добре дошли“, в която на гостите се поднася хляб и сол.
В страните със славянско население е позната със следните имена:
- на руски: Хлеб-соль
- на украински: Хліб-сіль
- на български: Хляб и сол
- на македонска литературна норма: Леб и сол
- на хърватски: Kruh i sol
- на сръбски: Хлеб и со
- на полски: Chleb i sól
- на чешки: Chléb a sůl
- на словашки: Chlieb a soľ

Два неславянски народа, също използват тази традиция – литовците и румънците, които го приемат вследствие дългогодишното съседство със славянските народи.
На техните езици се нарича:
- на литовски: Duona ir druska
- на румънски: Pâine şi sare

Традицията повелява при пристигането на гостите те да бъдат посрещнати от момиче в народна носия, което носи питка, положена върху шарена кърпа (наричана в някои страни „рушник“, „боженик“, „набожник“), а върху хляба е поставена солта, традиционно в дървена солница. Гостите откъсват от питката залък, който потапят в солницата, преди да го изядат.